# Hradec Králové (region)
Regionen Hradec Králové  (tjekkisk: Královéhradecký kraj) er en administrativ region i Tjekkiet, beliggende i den nordøstlige del af det historiske Bøhmen. Regionens administrationscenter er Hradec Králové.

## Distrikter
| Statistiske oplysninger 2002   | Statistiske oplysninger 2002 | Statistiske oplysninger 2002 | Statistiske oplysninger 2002 | Statistiske oplysninger 2002 |
| ------------------------------ | ---------------------------- | ---------------------------- | ---------------------------- | ---------------------------- |
|                                |                              |                              |                              |                              |
| Distrikter                     | Areal/km²                    | Indbyggere                   | Gennemsnitsalder             | Kommuner                     |
| Hradec Králové (distrikt)      | 875                          | 159.622                      | 40.3                         | 101                          |
| Jičín (distrikt)               | 887                          | 77.368                       | 39,8                         | 111                          |
| Náchod (distrikt)              | 851                          | 112.448                      | 39,2                         | 78                           |
| Rychnov nad Kněžnou (distrikt) | 998                          | 79.003                       | 38,9                         | 83                           |
| Trutnov (distrikt)             | 1.147                        | 119.996                      | 39,2                         | 75                           |

## Større byer
- Hradec Králové
- Broumov
- Červený Kostelec
- Česká Skalice
- Chlumec nad Cidlinou
- Dvůr Králové nad Labem
- Hořice
- Hronov
- Jaroměř
- Jičín
- Náchod
- Nechanice
- Nový Bydžov
- Rychnov nad Kněžnou
- Smiřice
- Teplice nad Metují
- Trutnov
- Vrchlabí
- Libčany

50°24′N 15°48′Ø / 50.4°N 15.8°Ø